# Nagrak (Cianjur)
Nagrak is een bestuurslaag in het regentschap Cianjur van de provincie West-Java, Indonesië. Nagrak telt 13.016 inwoners (volkstelling 2010).